# Loxoscaphe gibberosum
Loxoscaphe gibberosum là một loài dương xỉ trong họ Aspleniaceae. Loài này được Moore mô tả khoa học đầu tiên năm 1853.
Danh pháp khoa học của loài này chưa được làm sáng tỏ. 